# Торрент (Валенсія)
Торрент, Торренте (валенс. Torrent (офіційна назва), ісп. Torrente) — муніципалітет в Іспанії, у складі автономної спільноти Валенсія, у провінції Валенсія. Населення — 79 843 особи (2010).

## Географія
Муніципалітет розташований на відстані близько 300 км на схід від Мадрида, 8 км на південний захід від Валенсії.
На території муніципалітету розташовані такі населені пункти: (дані про населення за 2010 рік)
- Кумбрес-де-Каліканто: 784 особи
- Масія-дель-Хуес: 813 осіб
- Монте-Ведат: 11663 особи
- Торрент: 66583 особи

## Демографія
Динаміка населення (INE ):

## Персоналії
- Хосе Луї Абалос (* 1959) — іспанський політик.

## Галерея зображень

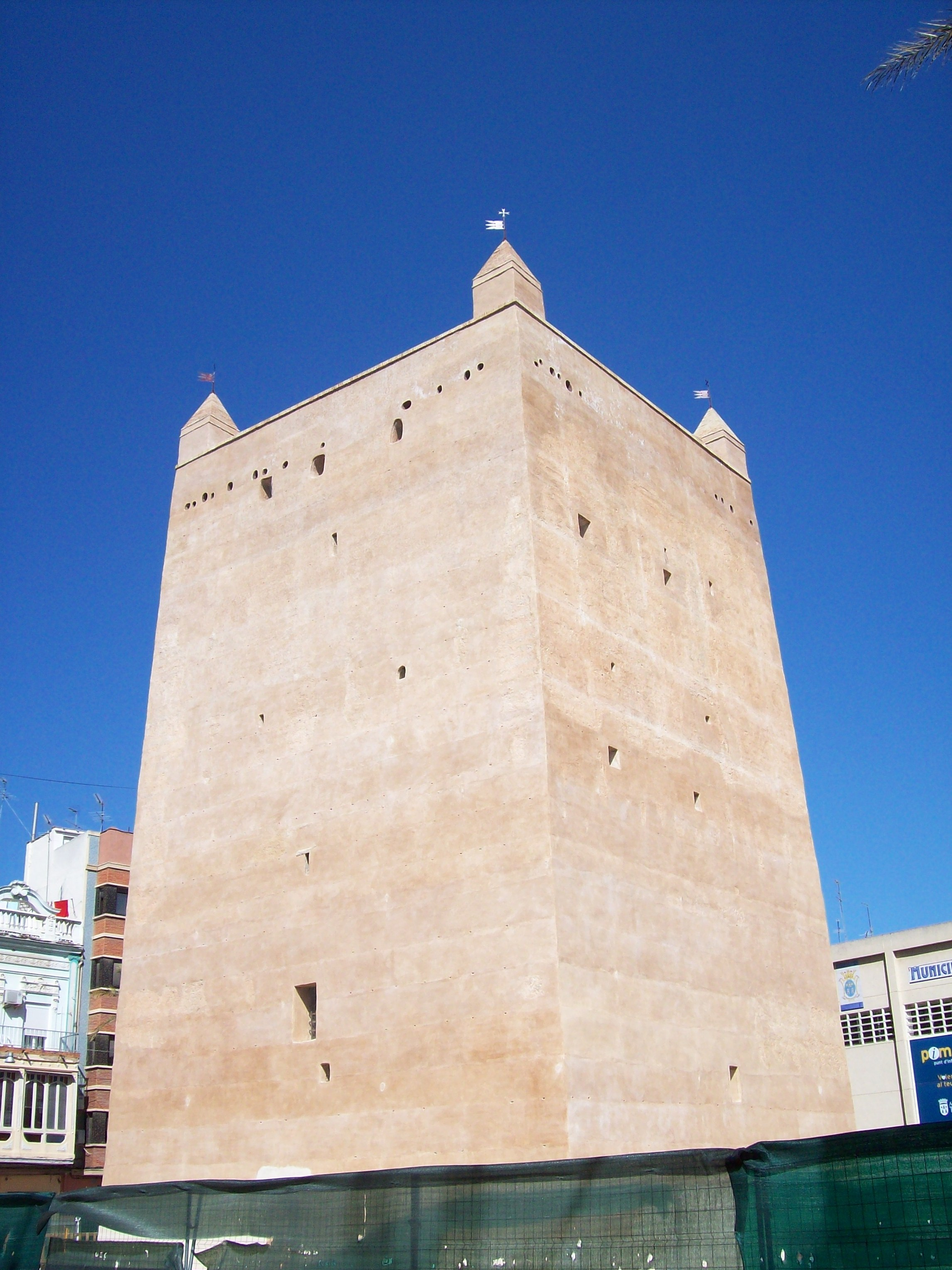
Торрент, вежа замку
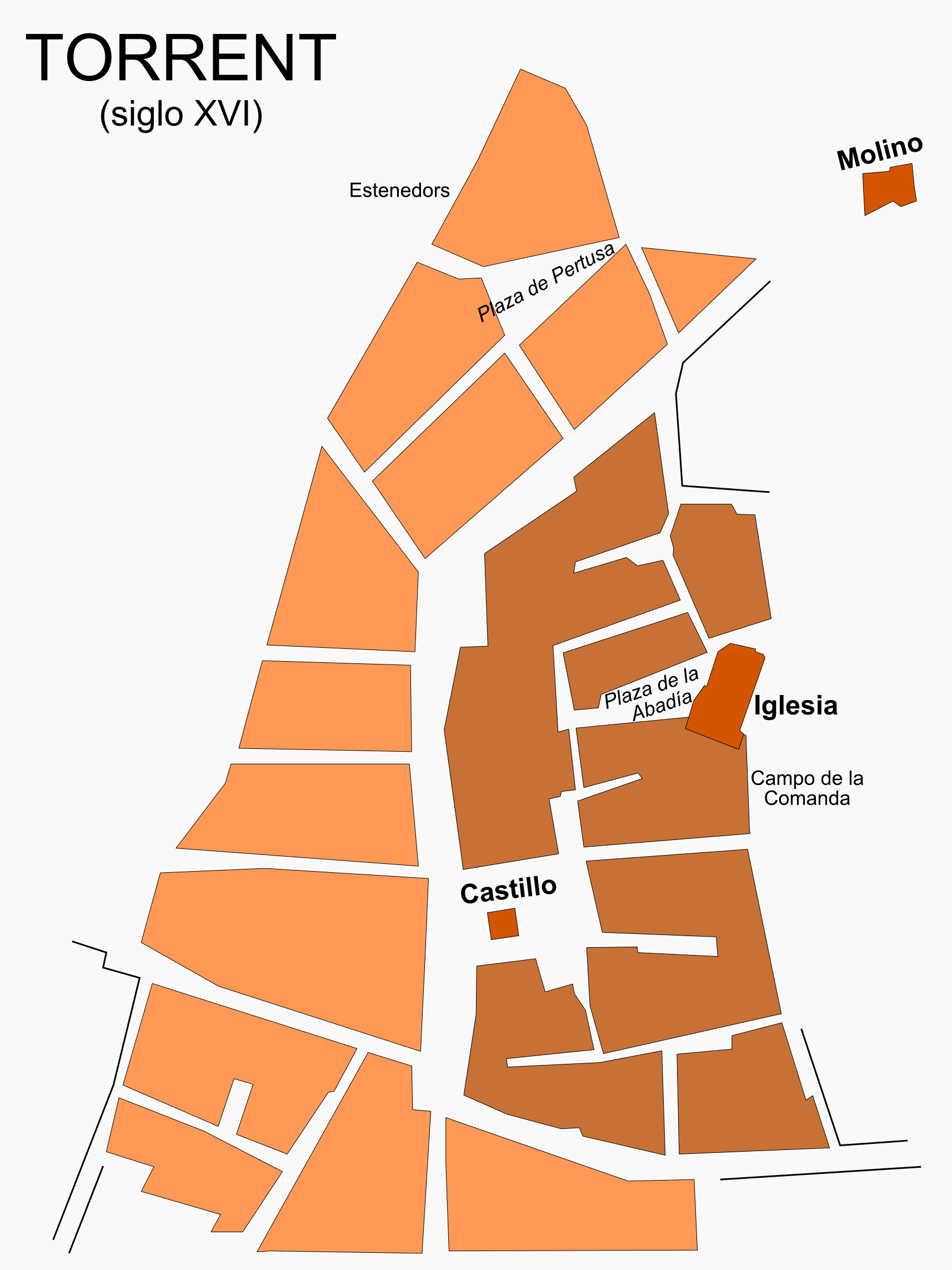
План міста Торрент у XVI столітті
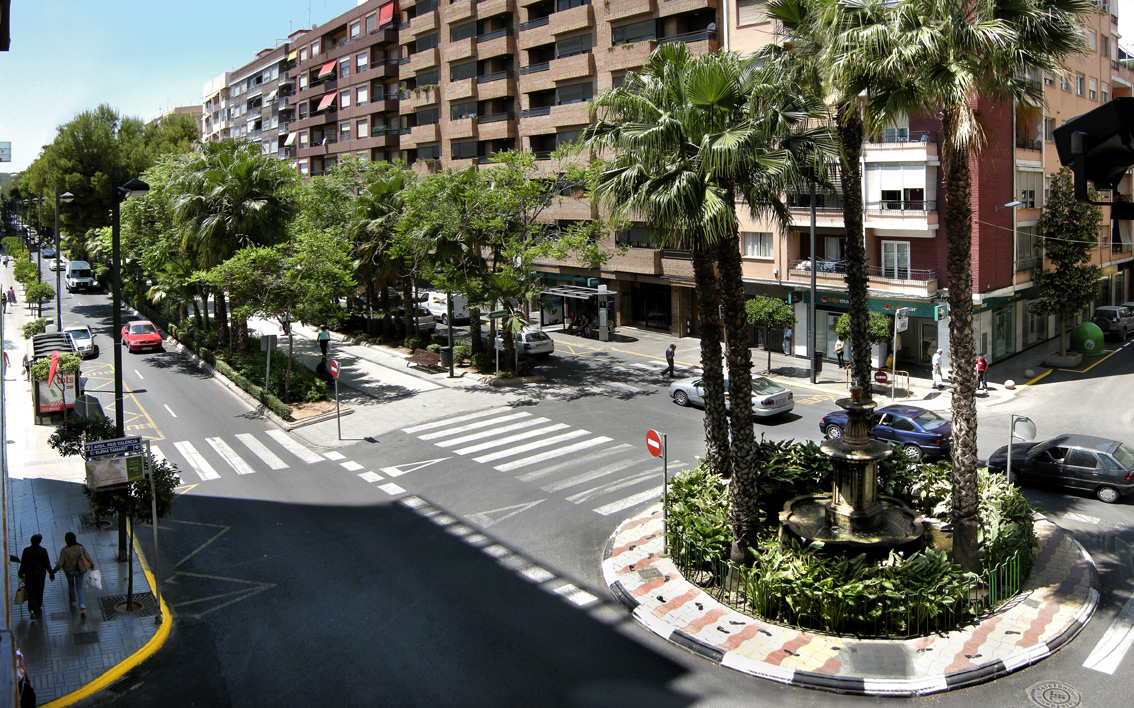
Проспект у місті Торренте
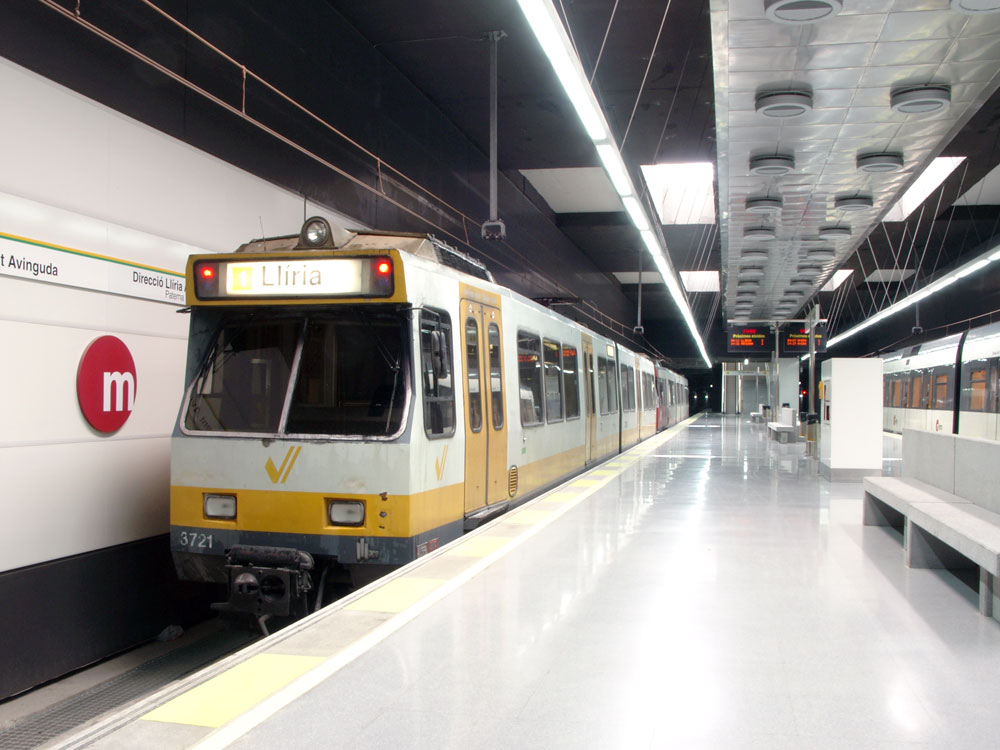
Станція метро